# Белефант
Белефант (др.-греч. Βελεφάντης) — глава посольства халдеев к Александру Македонскому в 323 году до н. э.
В 323 году до н. э., когда Александр Македонский возвращался в Вавилон после зимней кампании против коссеев, он встретил посольство халдеев. Этот народ пользовался славой знатоков астрологии и предсказателей будущего. Халдеи узнали о предстоявшей смерти царя и, выбрав из своей среды наиболее пожилых и сведущих представителей, отправили их к Александру. Глава посольства Белефант не отважился передать новость лично царю, но попросил об аудиенции у одного из приближённых Александра Неарха. Белефант просил Неарха передать Александру, что в Вавилоне его ожидает смерть, которой он может избежать если минует город и прикажет восстановить разрушенный персами памятник Бэлу.
Имя Белефанта в античных источниках встречается только у Диодора Сицилийского. Также о посольстве халдеев, без упоминания имени Белефанта, рассказывали и другие античные авторы. Каждый из них приводил свою версию реакции Александра на полученную информацию. Согласно Плутарху, Александр не обратил на предсказание никакого внимания; Диодору Сицилийскому — вначале испугался и хотел отказаться от посещения Вавилона, однако затем его переубедил придворный философ Анаксарх. Арриан писал, что Александр подозревал халдеев в том, что они хотели воспрепятствовать его посещению Вавилона, так как опасались вмешательства в их дела и ревизии доходов от храма Бэлу. Согласно Аристобулу, Александр всё же решил выполнить советы халдеев. Он свернул на другую дорогу, которая привела к болоту, после чего вернулся на предыдущий путь.

### Исследования
- Шифман И. Ш. Александр Македонский / ответственный редактор Э. Д. Фролов. — Л.: Наука, 1988. — ISBN 5-02-027233-7.
- Baumstark A. Belephantes // Paulys Realencyclopädie der classischen Altertumswissenschaft :  [нем.] / Georg Wissowa. — Stuttgart : J. B. Metzler’sche Verlagsbuchhandlung, 1897. — Bd. III, 1. — Kol. 201—202.
- Berve H. Das Alexanderreich auf prosopographischer Grundlage (нем.). — München: C. H. Beck`sche Verlagsbuchhandlung, 1926. — Vol. 2.
- Heckel W. Who's Who in the Age of Alexander and his Successors. From Chaironea to Ipsos (338—301 BC) (англ.). — Barnsley: Greenhill Books, 2021. — 554 p. — ISBN 978-1-78438-648-1.